# نوپسرها فلاویتارسیس
نوپسرها فلاویتارسیس یک گونه سوسک از خانوادهٔ سوسک‌های شاخک‌دراز است. استفان فون برونینگ در سال ۱۹۶۰ این گونه را توصیف و بررسی کرد. این گونه در کشور هند یافت شده است.